# Cypria globula
Cypria globula är en kräftdjursart som beskrevs av N. C. Furtos 1933. Cypria globula ingår i släktet Cypria och familjen Cyprididae. Inga underarter finns listade i Catalogue of Life.